# Геологический институт КНЦ РАН
Геологический институт Кольского научного центра РАН (ГИ КНЦ РАН) — научно-исследовательский институт, выполняющий в настоящее время научные исследования по трем главным научным направлениям: геология, геохронология, металлогения и глубинное строение докембрийских структур, их роль в формировании континентальной литосферы на Кольском полуострове.
Геологический институт входит в число крупнейших институтов Кольского научного центра Российской академии наук. Расположен в городе Апатиты Мурманской области. При институте расположен музей геологии и минералогии имени И. В. Белькова.

## История
Фактическим основателем является академик Александр Евгеньевич Ферсман, посвятивший изучению медно-никелевых и апатитовых месторождений Кольского полуострова 25 лет.
В 1935 году в составе Кольской базы был образован Геологический отдел.
Практическим результатом работ Геологического отдела является открытие таких месторождений как: 
- кианита в Кейвах
- титаномагнетита в Африкандском массиве
- железа в районе Ковдора и станции Оленья.

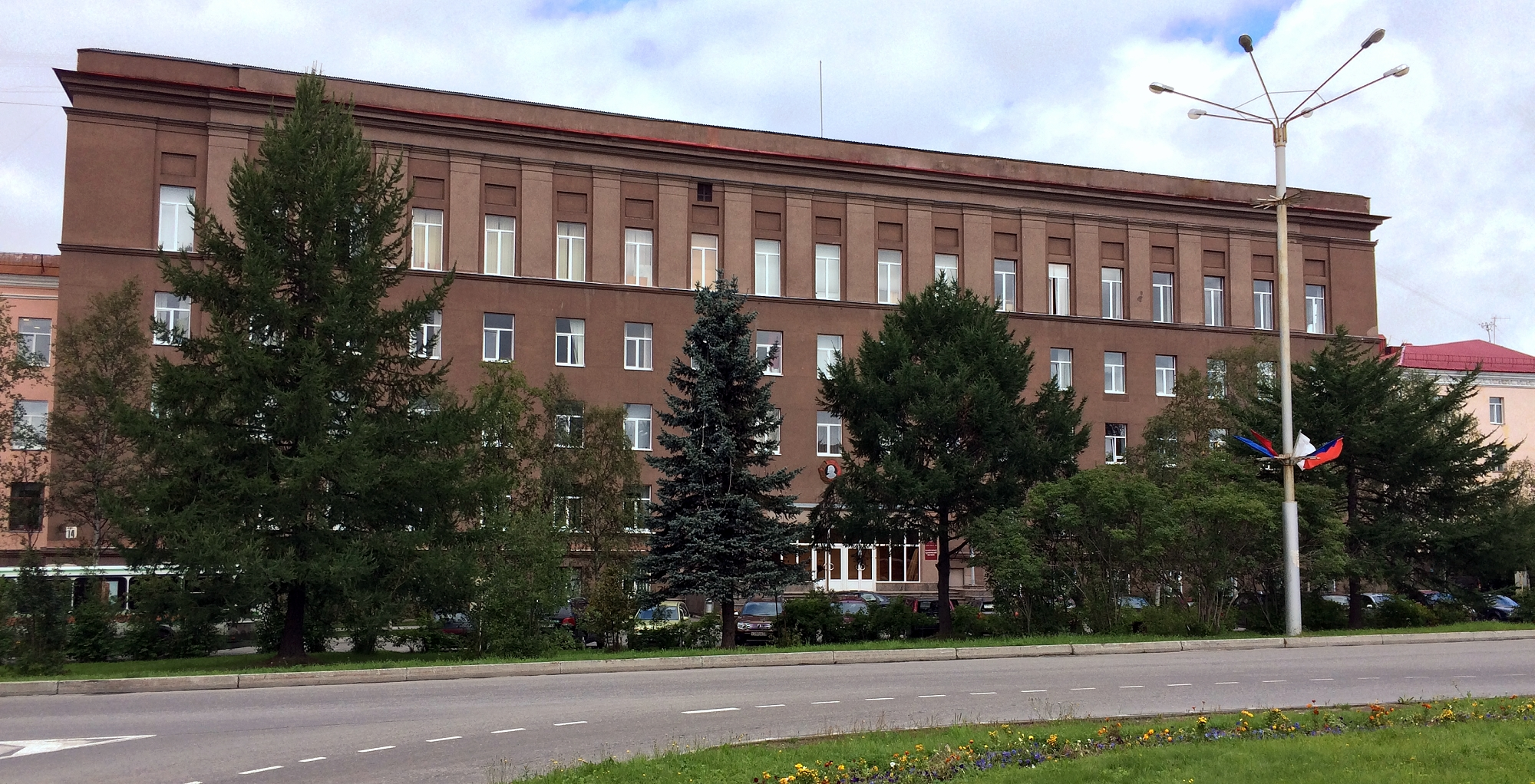
Здание Геологического института, 2016 г.

В 1951 году по распоряжению Президиума АН СССР № 2327 от 22.12.1951 года из ранее существовавших в 1952 году секторов «Геологии и петрографии» и «Минералогии и геохимии», в Кольском филиале АН СССР был создан Геологический институт. Первый рабочий штат Института составлял 57 человек. Первым директором института стал Евгений Константинович Козлов. Поддержку Институту оказывал председатель Президиума КФАН Александр Васильевич Сидоренко, впоследствии ставший директором этого Института. Именно под его влиянием формировался состав Института.
В сферу исследований Института были вовлечены новые объекты Кольского полуострова: Ковдор, Имандра-Варзуга, Колмозеро-Воронья и другие. В результате уже к 1961 году институт был крупным региональным подразделением Академии наук, имеющее в своем составе 9 лабораторий.
С 1961 по 1986 год, Геологический институт возглавлял талантливый учёный и художник Игорь Владимирович Бельков. К 1976 году Геологический институт вырос до 380 человек, а число лабораторий возросло до 13. Геологический институт перешёл от разработок методического плана к разработке и внедрению в практику геологоразведочных работ прогнозных оценок и критериев поисков месторождений, к углубленному анализу комплексного использования сырья, к крупным обобщениям.
В течение 60-х годов в Институте создаются новые лаборатории, а штат Института возрастает до 430 человек.
В 1972 г в Институте освоен лазерный микроанализ минералов, что позволило проникнуть на новый уровень знаний в минералогии.
Институт оказывает поддержку и тесно сотрудничает с производственными предприятиями и организациями Мурманской области: Мурманской ГРЭ, СЗТГУ, «Апатит», СЗФК, «Североникель», «Печенганикель», Оленегорским и Ковдорским ГОКами и др.
В 1986 году директором становится Митрофанов Феликс Петрович. Крупнейшим результатом его работы является выделенная и в точности охарактеризованная Восточно-Скандинавская платиновая рудная провинция.
С 2007 по 2017 год Институтом руководил доктор геолого-минералогических наук, профессор Юрий Леонидович Войтеховский.
В 2018 году Институт возглавил доктор геолого-минералогических наук, профессор Николай Евгеньевич Козлов.

## Основные направления научной деятельности
- Геология, геохронология, металлогения и глубинное строение докембрийских структур; их роль и место в формировании континентальной литосферы.
- Закономерности размещения, формирования и прогнозирования полезных ископаемых древних щитов и шельфа северных морей.
- Минералогия: состав и структура минералов и наноразмерных минеральных фаз уникальных геологических объектов Кольского региона.[2]

## Директора института
- 1951—1961 — Козлов, Евгений Константинович
- 1961—1986 — Бельков, Игорь Владимирович
- 1986—2007 — Митрофанов, Феликс Петрович
- 2007—2017 — Войтеховский, Юрий Леонидович[3]
- с 2018 — Козлов, Николай Евгеньевич

## Печатные издания
- Труды Ферсмановской научной сессии ГИ КНЦ РАН - журнал (ISSN 2074-2479), посвященный новейшим результатам исследований по геологии месторождений стратегических полезных ископаемых, общей и технологической минералогии, геохимии, геоэкологии и геофизике. Импакт-фактор РИНЦ 2018 - 0,082 (https://elibrary.ru/title_about.asp?id=58283)
- Тиетта — научно-популярный и информационный журнал Геологического института КНЦ РАН, Кольского отделения и Комиссии по истории РМО. Архив выпусков с 2007 по 2017 г.г. http://geoksc.apatity.ru/index.php/zhurnal-geologicheskogo-instituta-tietta